# Florianópolis
Florianópolis este un oraș în unitatea federativă Santa Catarina (SC), Brazilia.